# 乾龍介のホットポイント
『乾龍介のホットポイント』（いぬいりゅうすけのホットポイント）は、1986年（昭和61年）10月6日から1987年（昭和62年）9月25日まで朝日放送ラジオ（ABC）で放送されたラジオ番組である。
番組表によっては『乾龍介のHポイント』というタイトル表記もあった。

## 概要
本番組開始の前週まで、20年6か月にわたって放送された『ABCヤングリクエスト』の後番組としてスタート。それまでの若者向けの音楽番組から、関西地方の夜のワイド番組としても珍しい、ニュースや生の情報を中心的に扱う番組となった。パーソナリティーは本番組開始の半年前まで同局テレビ『おはよう朝日です』の司会を務めた同局アナウンサーの乾龍介。アシスタントにも岡元昇、中邨雄二の2名の男性アナウンサーを起用するなどの新たな試みがみられた。
放送内容もその日に発生したニュースや夕刊をもとにした話題を中心に、関西周辺のタウン情報などを放送。またプロ野球ナイター開催期間中は、プロ野球の試合終了直後に結果を伝えるほか、放送中に入ってきた事件や事故の最新情報は大阪府警察本部の記者クラブから即時に伝えるなど、生放送の即時性を生かした番組構成となった。
1986年の大晦日には同局のナイターオフ編成のワイド番組『歌謡大全集』との合同で4時間の拡大版『さよなら1986年・乾龍介のホットポイントスペシャル』を放送。新年を目前にした京阪神の様子を中継で伝えるなどの放送を行った。

## 放送時間
- 月曜から金曜 21:10 - 23:30（JST、1986年10月 - 1987年3月）
- 月曜から金曜 21:00 - 23:00（JST、1987年4月 - 同年9月）

1987年3月までは文化放送制作『青春キャンパス』を内包。

## 出演者

### パーソナリティー
- 乾龍介（朝日放送アナウンサー）[3]

### アシスタント
- 岡本洋（朝日放送アナウンサー）
- 岡元昇（朝日放送アナウンサー）[3]
- 中邨雄二（朝日放送アナウンサー）[3]

### レポーター
- 早見麻李 （東京担当）[2]
- 渡辺恵 （大阪担当）[2]

## コーナー
☆：『ABCヤングリクエスト』から移行

- 事件記者ホットライン[2]
- ホットレポート こちらLA☆
- ホロスコープポイント[2]（出演：林真美[4] 他）
- 地球ホットライン[2]
- スポーツ・パレード[2]
- 青春キャンパス☆（1987年3月まで） - 金曜日のみ朝日放送の自社制作による企画ネット、他曜日は文化放送制作分の時差ネット方式で放送。